# Marino Bon
Marino Bon (Trieste, 14 novembre 1910 – L'Aquila, 11 ottobre 1997) è stato un calciatore italiano, di ruolo attaccante.

## Carriera
Cresciuto nella Ponziana, giocò tre campionati con L'Aquila in Serie B, disputando 61 presenze con 18 gol tra i cadetti.
Nel grave incidente ferroviario di Contigliano che colpì la squadra dell'Aquila il 3 ottobre 1936, rimase gravemente ferito al punto tale che in un primo momento fu dichiarato morto, ma poi il presidente del sodalizio abruzzese si accorse che respirava ancora e riuscì a farlo soccorrere ed a salvarlo.
Nella stagione 1945-1946 giocò nell'Aquila, che nel 1946 lo inserì in lista di trasferimento.

## Palmarès

### Club

#### Competizioni nazionali
- Prima Divisione: 1

L'Aquila: 1933-1934